# Битва при Ат-Тавахине
Би́тва при Ат-Тавахи́не — битва между войсками Аббасидского халифата во главе с племянником халифа Абу-ль-Аббасом ибн аль-Муваффаком и тулунидского эмира Хумаравейха, состоявшаяся 5 или 6 апреля 885 года  в деревне Ат-Тавахин, расположенной недалеко к северо-востоку от города Рамла в Палестине.

## Предыстория
В 868 году тюркский гулям Ахмад ибн Тулун сумел стать наместником Аббасидского Египта. Используя огромные богатства региона для собрания собственной армии и эксплуатируя нестабильность центрального правительства Аббасидов, в течение следующих лет он стал фактически независимым от последнего, хоть и продолжал признавать сюзеренитет аббасидского халифа аль-Мутамида Алаллаха над собой и пересылать ему часть налоговых поступлений. Однако брат халифа, Абу Ахмад аль-Муваффак, которому и принадлежала фактическая власть в халифате, был недоволен растущей властью Ибн Тулуна, и поэтому в 877 году он попытался свергнуть последнего, но безуспешно. В следующем году Ибн Тулун расширил свою зону контроля на Сирию вплоть до границы с Византийской империей на севере и Ракки в Западной Джазире на востоке, непосредственно примыкая к Ираку, столичной провинции Аббасидов.
Тем временем сложившейся ситуацией решил воспользоваться халиф, чтобы вырваться из-под контроля своего брата и вернуть себе реальную власть. В 882 году он попытался сбежать во владения Ибн Тулуна, но по дороге был схвачен Исхаком ибн Кундаджиком, тюркским наместником Джазиры и Мосула, и отправлен обратно в Ирак. После этого события отношения между аль-Муваффаком и Ибн Тулуном стали ещё более напряжёнными: аль-Муваффак приказал публично проклясть Ибн Тулуна в мечетях по всему халифату и лишить его наместнических должностей в пользу Исхака ибн Кундаджика; Ибн Тулун, в свою очередь, также публично проклял аль-Муваффака, объявил его низложенным с должности регента халифа и объявил против него «священную войну».
Однако в мае 884 года Ибн Тулун скончался от болезни; перед смертью он успел назначить своим преемником своего второго сына, Хумаравейха. Хотя это решение было одобрено тулунидскими вельможами, двор Аббасидов выразил своё недовольство. Аль-Муваффак немедленно прекратил текущие переговоры, которые он ранее вёл с Ибн Тулуном, и отказался признать права Хумаравейха на Египет и Сирию. Выдающийся генерал Тулунидов Ахмад ибн Мухаммед аль-Васити также перешёл на сторону аль-Муваффака и призвал его начать войну против «молодого и неопытного» Хумаравейха.

### Аббасидское вторжение в Сирию
Первоначальное вторжение возглавляли Исхак ибн Кундаджик, назначенный номинальным наместником Сирии и Египта, и саджидский генерал Мухаммед ибн Абу-с-Садж. Получив поддержку от аль-Муваффака, который пообещал им позже прислать дополнительное подкрепление, два командира двинулись в Сирию в середине 884 года. Тулунидский наместник Дамаска перешёл на их сторону, и вскоре они также установили контроль над Антиохией, Хомсом и Алеппо. Узнав об этом, Хумаравейх послал войска им навстречу. Армия Тулунидов сначала двинулась на Дамаск, вынудив его наместника-перебежчика бежать, а затем двинулась к Шейзару на реке Эль-Аси. Однако наступление зимы привело к затишью в театре военных действий, и обе стороны остались в своих лагерях, чтобы переждать сезон.
В конце зимы прибыло обещанное аль-Муваффаком подкрепление из Ирака под командованием его собственного сына Абу-ль-Аббаса. После этого объединённые силы Аббасидов двинулись к Шейзару, где армия Тулунидов всё ещё стояла лагерем. Тулуниды были застигнуты врасплох и потерпели сокрушительное поражение. Многие из них были убиты, а выжившие бежали в Дамаск, но, узнав, что армия Аббасидов теперь направляется к ним, они покинули город, позволив Аббасидам занять его без боя. Тулуниды отступили на юг в Рамлу в Палестине, где они написали Хумаравейху в Египте о произошедших событиях. После этого Хумаравейх решил лично возглавить свои войска против Аббасидов и вскоре отправился в Сирию.
В то же время Абу-ль-Аббас выступил из Дамаска и направился в Рамлу, во время чего узнал о приближении армии Хумаравейха сюда. Однако в этот момент наступление Аббасидов было остановлено конфликтом между их командирами, который был вызван тем, что Абу-ль-Аббас обвинил Ибн Кундаджика и Ибн Абу-с-Саджа в трусости. В ответ на это оскорбление последние решили отказаться от похода и оставили Абу-ль-Аббаса одного противостоять Хумаравейху.

## Битва
5 (или 6) апреля 885 года две армии встретились в деревне под названием Ат-Тавахин, расположенной недалеко к северо-востоку от Рамлы. Согласно источникам, у Тулунидов было значительное численное преимущество, отчасти благодаря уходу Ибн Кундаджика и Ибн Абу-с-Саджа; египетский историк эпохи Тулунидов Мухаммад ибн Юсуф аль-Кинди сообщает, что армия Хумаравейха насчитывала 70 тыс. человек, в то время как у Абу-ль-Аббаса было всего 4 тыс. Несмотря на это, первое столкновение между двумя армиями прошло благоприятно для Аббасидов. Хумаравейх, который никогда раньше не участвовал в битвах, быстро потерял самообладание и, по словам аббасидского историка того времени ат-Табари, «на спине осла» бежал обратно в Египет с большей частью армии.
Полагая, что битва уже выиграна, войска Аббасидов приступили к разграблению лагеря Тулунидов, а Абу-ль-Аббас расположился в собственной палатке Хумаравейха. Однако часть армии Тулунидов под командованием Саада аль-Айсара осталась позади и приготовилась устроить засаду силам Аббасидов. Как только последние, уверенные в своём успехе, «уже сложили оружие и расположились в своих казармах», войска аль-Айсара атаковали и разгромили их. Аббасиды понесли тяжёлые потери, включая нескольких старших командиров, а Абу-ль-Аббас, ошибочно думавший, что Хумаравейх вернулся, решил бежать с теми людьми, что у него остались. Затем его лагерь был разграблен войсками Тулунидов.

## Последующие события
После битвы Абу-ль-Аббас и «очень немногие» из его людей, которым удалось спастись, отступили на север в неорганизованном порядке. Сначала они достигли Дамаска, но жители города отказались их впустить, после чего они отправились в Тарс, недалеко от границы с Византией. Они провели там некоторое время, пока жители города не изгнали их, и после этого Абу-ль-Аббас решил покинуть Сирию и вернуться в Ирак.
В это же время новости об исходе битвы достигли Египта. Хумаравейх, «вне себя от радости», быстро отправил свои войска обратно в Сирию и восстановил свою власть над ней. Бо́льшая часть армии Аббасидов была захвачена и перевезена в Египет, где Хумаравейх, в жесте, направленном на примирение с халифским правительством, позволил тем солдатам, которые хотели вернуться в Ирак, уйти без выкупа, а остальным предложил возможность поселиться в Египте.
Тем временем победоносный Саад аль-Айсар отправился в Дамаск, где поднял восстание против Хумаравейха, но в конечном итоге был разбит и убит.
В течение следующих нескольких лет Хумаравейх развил эту победу и значительно расширил свои владения. В конце 886 года он начал наступление на Джазиру; Исхак ибн Кундаджик был разбит и вынужден бежать, и провинция попала под сферу влияния Тулунидов. Вскоре после этого Хумаравейх начал переговоры с аль-Муваффаком, и в декабре 886 года был подписан договор, по которому правительство Аббасидов признавало права Хумаравейха над его завоёванными землями на 30 лет. Последующие попытки как Исхака ибн Кундаджика, так и Мухаммеда ибн Абу-с-Саджа вернуть Джазиру потерпели неудачу, и в конце концов первый перешёл на сторону Хумаравейха. В 890 году Язман аль-Хадим, наместник Тарса, также объявил о своей верности ему, тем самым поставив Киликию под контроль Тулунидов.
Однако триумф Тулунидов оказался недолговечным. В 893 году Абу-ль-Аббас, теперь уже халиф, сумел мирно убедить Хумаравейха отказаться от Джазиры, а после смерти последнего в 896 году воспользовался междоусобной войной между его сыновьями и восстановил контроль над Сирией и Киликией. Наконец, в 905 году Аббасиды начали кампанию, которая быстро положила конец независимости Тулунидов и полностью вернула их земли в составе халифата.